# Гимсёй
Гимсёй (норв. Gimsøy) — бывшая коммуна в фюльке Нурланн, Норвегия. Она в основном располагалась на острове Гимсёя, который расположен в Лофотене между островами Ауствогёя и Вествогёй.
Коммуна была отделёна от Вогана в 1856 году. Население на тот момент составляло 987 человек.
1 января 1964 года Гимсёй вновь был присоединен к Вогану. Во время объединения население Лейрангера составляло 1 551 человек.
Поле для гольфа на 9 лунок расположено на северном побережье острова. Отсюда открывается хороший вид Полярного дня летом.